# Есквілін

Сім пагорбів Рима

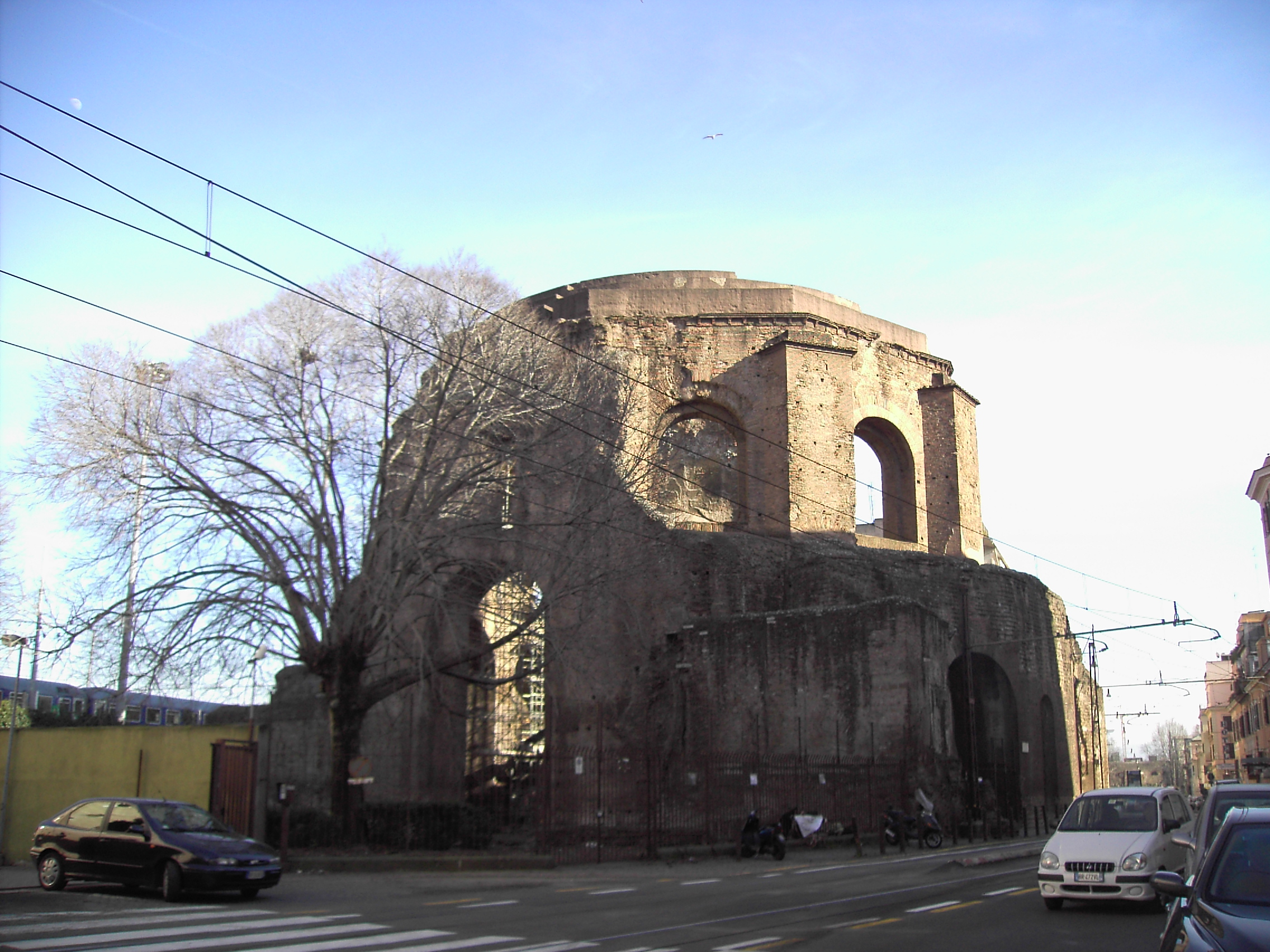
Храм Мінерва Медіка на Есквіліні

Есквілін (лат. mons Esquilinus, італ. Colle Esquilino) —один з семи пагорбів, на якому розташовувалося найдавніше після Палатина римське поселення, у бік якого розвивався Палатинський Рим (Roma Quadrata).

## Історія
Есквілін (від лат. ех + colere — «заміська частина, передмістя») являв собою плато, що закінчується в західній частині двома виступами — Ціспіем (46 м) і Оппіем (49 м), з яких останній примикав до Велії, що відділяла Палатін від Есквіліна. Оппій, Ціспій і стародавня ділянка Оппія — Фагутал входили до складу доісторичних Сімох пагорбів (Septimontium), розвинувся з Квадратного Рима. Спогад про це місто Сімох пагорбів збереглося лише у святі «Сім пагорбів», в якому брали участь громади, що мешкали на семи найдавніших пагорбах (montes), в тому числі три названі есквілінські громади. Пізніше з «семипагорбного» міста виросло місто чотирьох кварталів, коли до семи пагорбів примкнули громади Целійского пагорба, Вімінала і Квіринала. Поділ на чотири квартали, з яких один називався Есквілінським, зберігалося протягом всього республіканського періоду, до розширення міста при Суллі та введення нового поділу Рима на 14 кварталів при Августі. Замість найдавнішого укріплення, яким були обнесені чотири квартали, приблизно в IV столітті до н. е. була споруджена Сервієва стіна, східна лінія якої розширила межі Есквілінського кварталу, відсунувши їх далі на схід. З боку Есквілінського пагорба стіна переривалася Есквілінськими воротами, на місці яких згодом була споруджена тріумфальна арка Галлієна. При Августі пагорб був розділений на три квартали (regiones); Ціспій відійшов до IV regio, Оппій з Колозеєм — до III, Есквілінське поле — до V.
Відкриття останніх років показують, що ще до спорудження Сервієвої стіни між нею і стіною чотирьох стародавніх regiones знаходився стародавній некрополь з могилами і колодязем глибиною 4-5 метрів, у ґрунті у тому ж шарі виявлені сліди найдавніших есквілінських поселень. Над цим рядом найдавніших могил, на глибині 1-2 метрів, лежав другий шар кам'яних урн і саркофагів (особливо багато їх зустрічалося тут же за межею Сервієвої стіни). Нарешті, знайдений третій, пізніший тип усипальниць — оштукатурені і прикрашені живописом склепи. Очевидно, на місці заселеного згодом кварталу тут спочатку знаходилося кладовище найбіднішого люду і рабів. На «похмурих Есквіліях» («atrae Esquiliae» — Горацій) знаходилися також місця страти, гай богині смерті та похорону — Лібітіни — і квартал майстрів похоронних справ (libitinarii). Август визнав незручною в санітарному відношенні таку близькість есквілінського кладовища для найближчих населених частин міста; воно було засипано і забудовано. Таким чином звільнився простір і були зведені сади Мецената.
У межах Есквілінскіх кварталів також знаходилися Арґілет («вулиця шевців»), Субура (одна із жвавих торговельних вулиць), Рибна площа та Майдан ласощів (Forum Cuppedinis), з'єднані пізніше в одну будівлю під ім'ям Мацеллум (лат. Macellum — «бойня»). Завдяки порівняно високому місцю розташування східній частині Рима тут зосереджувалася система римських водопроводів. Із знаменитих римлян на Есквіліні жили: Гай Юлій Цезар, Проперцій, Вергілій, Пліній Молодший.